# Дълго ренде
Дълго ренде (от на немски: Raubank или на немски: Langhobel)е предназначен за окончателна финишна обработка на дървени повърхности. Има къси -около 40 до 45 см. и дълги 60 до 65 см рендета. На руски наименованието е Фуганок и произлиза от на немски: Fugbank В този случай става въпрос за най-дългото ренде -около 80 см. Основната разлика между дългото ренде за равнинна обработка и дългото ренде за обработка на кантове преди свързване на отделните дъски е в ръбовоте на режещия нож. При равнинна обработка ръбовете на ножа са заоблени, а при обработка на кантове това не е необходимо, тъй като се работи само в центъра на ножа.
При рендосване на първоначално неравни повърхности, се получава стружка с малка дължина, а при повторно рендосване, стружката е непрекъсната, което означава, че повърхността е равнинна.
В англоговорещите страни (специално в САЩ) се използват дълги рендета с метална основа, докато в Европа (без Великобритания), тялото на рендето се изработва от дърво. Това обикновено е бук. В Азия тези рендета се изработват от тропически видове дърво. Японското дълго ренде се използва чрез дърпане. За целта то има странични дръжки.
Използването на различни видове рендета губи своето значение с развитието на съвременните машини за обработка, които осигуряват при високооборотна обработка високо качество и различни профили на крайното изделие.
1. ↑  Holzbearbeitung mit Handwerkzeugen: Werkzeug: Rauhbank/Fugbank
2. ↑  Schwarz, Christopher. Understanding Bench Planes, Popular Woodworking Magazine, 8 октомври 2008, Посетен на 22 април 2015